# 蔈草镇
票草乡，是中华人民共和国重庆市云阳县下辖的一个乡镇级行政单位。

## 行政区划
票草乡下辖以下地区：
石笋村、斑竹村、长岭村、双塘村、票草村、双丰村、生田村、龙山村、西阳村、柳湾村、岐阳村、兴坪村和丰乐村。